# Ibala kylae
Ibala kylae Fitzpatrick, 2009 è un ragno appartenente alla famiglia Gnaphosidae.

## Etimologia
Il nome proprio è in onore di Kylie, figlia della descrittrice degli esemplari.

## Caratteristiche
Si distingue per la forma dell'estensione posteriore dell'apofisi mediana dei pedipalpi maschili, che è strettamente arrotolata su se stessa.
Gli esemplari maschili rinvenuti hanno lunghezza totale è di 4,40mm; la lunghezza del cefalotorace è di 2,08mm; e la larghezza è di 1,28mm.
Non sono noti esemplari femminili.

## Distribuzione
La specie è stata reperita nello Zimbabwe: nella località di Nyakasikana Fly Gate, appartenente al parco nazionale di Mana Pools, nello Zimbabwe occidentale.

## Tassonomia
Al 2015 non sono note sottospecie e dal 2009 non sono stati esaminati nuovi esemplari